# Культура Англии

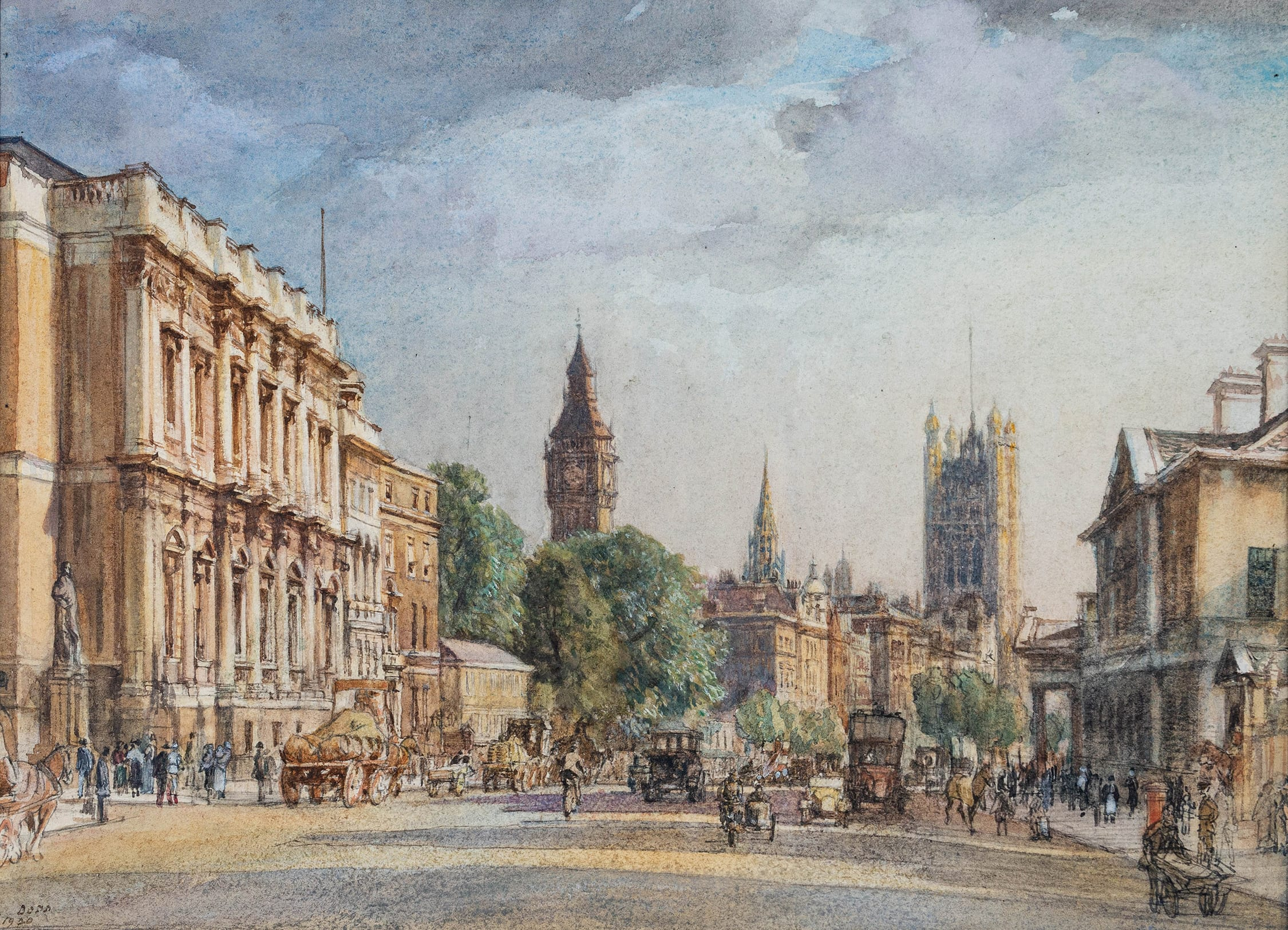
Уайтхолл и Вестминстерский дворец (Додд, Фрэнсис (художник), 1920).

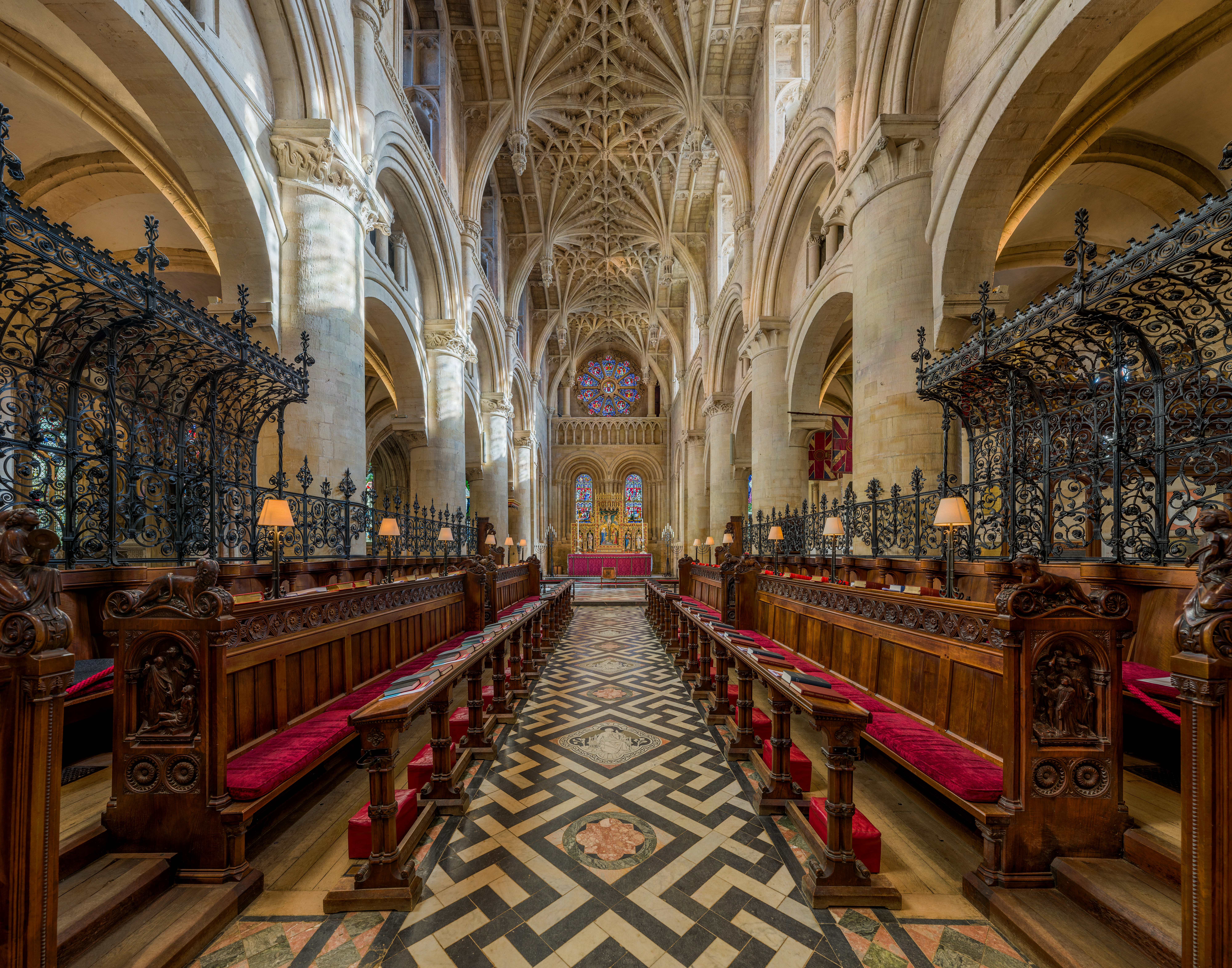
Интерьер Оксфордского собора.

Культура Англии разнообразна и определяется культурными нормами Англии и англичан. Из-за доминирующего положения Англии в Великобритании иногда бывает трудно отличить английскую культуру от культуры Великобритании в целом. Однако Англия создала свою самобытную культуру, истоки которой прослеживаются в ранней англосаксонской эпохе и которая развивалась и сохранялась как в англо-нормандскую эпоху, так и в эпоху Плантагенетов.
Юмор, традиции и хорошие манеры — характеристики, обычно ассоциируемые с англичанами. Англия внесла значительный вклад в мировую литературу, кино, музыку, искусство и философию. Министр культуры, СМИ и спорта в британском правительстве ответственен за культурную жизнь Англии.
Многие научные и технологические достижения зародились в Англии, родине промышленной революции. Страна сыграла важную роль в становлении демократии, инженерии, судостроении, самолётостроении, автомобилестроении, философии, экономике, математике и других науках, а также в спорте.

## Архитектура
Уже в доисторический период в Англии были возведены многие древние каменные памятники; среди самых известных — Стоунхендж, Эйвбери, Стрелы Дьявола, Радстонский монолит и Каслригг. В римский период строились базилики, термы, амфитеатры, триумфальные арки, виллы, храмы, дороги, каструмы, частоколы и акведуки. Именно в этот период были основаны первые города, такие как Лондон, Бат, Йорк, Честер и Сент-Олбанс, существующие до сих пор. Одним из самых известных сооружений римского периода является Вал Адриана, протянувшийся через всю северную Англию. Ещё один хорошо сохранившийся пример — Римские термы в Бате (Сомерсет).
Английская архитектура начинается с архитектуры англосаксов. По крайней мере пятьдесят сохранившихся английских церквей имеют англосаксонское происхождение, хотя в некоторых случаях англосаксонская часть невелика и сильно изменена. Все они, кроме одной деревянной церкви, построены из камня или кирпича, и в некоторых случаях демонстрируют признаки повторного использования римской работы. Архитектурный характер англосаксонских церковных зданий варьируется от коптской архитектуры в ранний период, через раннехристианскую архитектуру базилики, до (в более поздний англосаксонский период) архитектуры, характеризующейся пилястровыми полосами, глухими аркадами, балясинными стволами и треугольными проёмами.

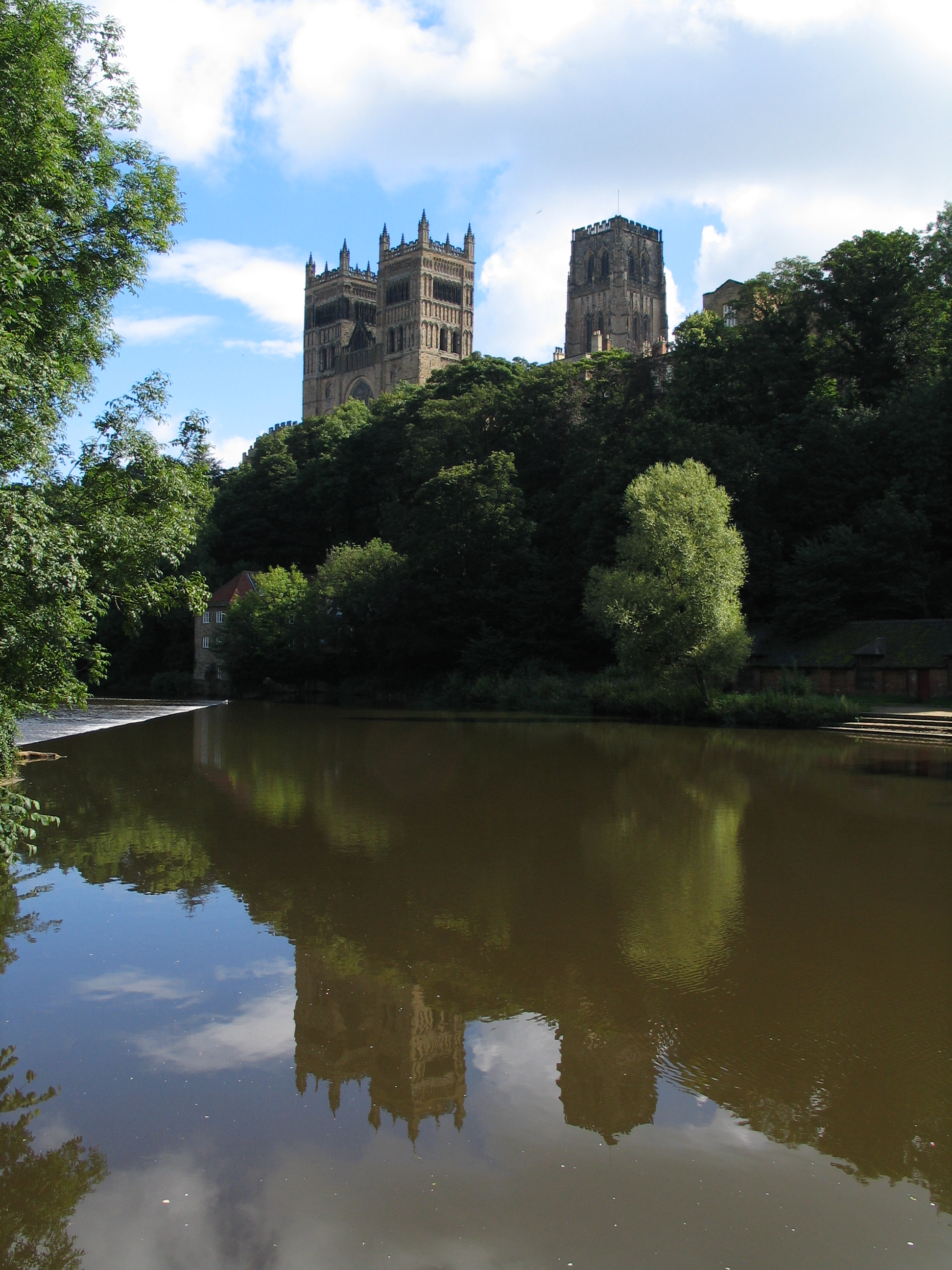
Даремский собор, датируемый 1093 годом.

Многие соборы Англии датируются примерно 700 годом и являются важной частью художественного наследия страны. Средневековое христианство включало почитание святых с паломничествами к местам, где хранились мощи святых. Владение мощами популярного святого было важным источником финансирования храмов, поскольку верующие делали пожертвования в надежде получить духовную помощь, благословение или исцеление от присутствия физических останков святого человека. Среди церквей, которые получили особую выгоду, были Сент-Олбанский собор, в котором хранились мощи первого христианского мученика Англии; Рипонский собор с ракой его основателя святого Вильфрида; Дарем, который был построен для размещения тела святых Катберта Линдисфарнского и Айдана; Собор Или с ракой святой Этельреды; Вестминстерское аббатство с великолепной ракой его основателя святого Эдуарда Исповедника; в Чичестере — мощи святого Ричарда; а в Уинчестере — мощи святого Свитуна. Все эти святые приводили многочисленных паломников в свои соборы, но среди них самым известным был Томас Бекет, архиепископ Кентерберийский, убитый приспешниками короля Генриха II в 1170 году. Во всей Западной Европе Кентербери как место паломничества в XIII веке уступал только Сантьяго-де-Компостела.
После нормандского завоевания романская архитектура (известная здесь как нормандская архитектура) вытеснила англосаксонскую архитектуру; позже был период перехода к английской готической архитектуре (из которых выделяют три периода: раннеанглийский, декорированный и перпендикулярный). Нормандская архитектура получила широкое распространение с XI века и была представлена замками и церквями, которые должны были укрепить нормандскую власть Англии. Многие замки сохранились со времен Средневековья, например, Виндзорский замок (самый древний замок Европы из сохранившихся), Замок Бодиам, Тауэр и Уорикский замок. Также строились дворцы, университеты, приходские церкви и дома различного назначения.
Английская готическая архитектура появилась в XII и следующие 400 лет развивалась в Англии, иногда параллельно и под влиянием континентальных форм, но в целом с большим местным разнообразием и оригинальностью. Среди её самых известных примеров — Вестминстерское аббатство, традиционное место коронации британских монархов и королевских свадеб, Кентерберийский собор, одно из старейших и самых известных христианских сооружений в Англии; Солсберийский собор, которых известен самым высоким церковным шпилем в Великобритании; и Йоркский собор, крупнейший готический собор в Северной Европе.
Светская средневековая архитектура по всей Англии оставила после себя в наследие в первую очередь большие каменные замки. Появление артиллерии сделало замки ненужными как оборонительные сооружения, а последовавший за этим английский Ренессанс способствовал развитию новых стилей в архитектуре, в частности, тюдоровского, елизаветинского, якобинского, английского барокко, стиля королевы Анны и палладианства. Архитектура во времена династии Тюдоров процветала благодаря строительству великолепных королевских дворцов, таким как Нонсач, Плацентия, Хэмптон-корт, Хэтфилд-хаус, Ричмонд и Болье.
Одним из самых известных английских архитекторов был сэр Кристофер Рен. Он был нанят королём Карлом II для проектирования и восстановления Лондона и многих его древних церквей после Великого пожара в 1666 году. Георгианская и неоклассическая архитектура развивались уже после эпохи Просвещения, показывая достижения в элегантной архитектуре и городском планировании; одним из лучших примеров этого является Королевский полумесяц в Бате. Регентство Георга IV также известно своей элегантностью и достижениями в архитектуре и городском планировании. Стиль Регентства также применялся в дизайне интерьеров и декоративно-прикладном искусстве того периода, типичными чертами которого являются элегантная мебель и обои с вертикальными полосками, а также в стилях одежды; для мужчин главными образцами был денди Бо Браммел, а для женщин — силуэт ампир. Влияние архитектуры эпохи Возрождения ощущалось вплоть до XVIII века. Готические формы архитектуры сменились различными классическими стилями. В викторианскую эпоху в Англии развивалась архитектура готического возрождения, которая была предпочтительна для многих типов зданий и городского планирования. Викторианская архитектура получила широкое распространение, в этот период появились многие новаторские инженерные достижения (мосты, каналы, железные дороги, вокзалы, современные канализационные системы).
Промышленная революция проложила путь для таких зданий, как Хрустальный дворец. Начало производства листового стекла в Англии компанией Chance Brothers в 1832 году сделало возможным производство больших листов дешёвого, но прочного стекла, и его использование в Хрустальном дворце создало конструкцию с самой большой площадью остекления, когда-либо виденной в здании. Она поражала посетителей своими прозрачными стенами и потолками, не требующими внутреннего освещения. Эдвардианская архитектура появилась в начале XX века. Другие здания, такие как соборы и приходские церкви, ассоциируются с чувством традиционной английскости, как часто бывает с дворцовым «величественным домом». И в XXI веке сохранился интерес к английским загородным домом и сельскому образу жизни, о чём свидетельствует количество посетителей объектов, управляемых English Heritage и National Trust.

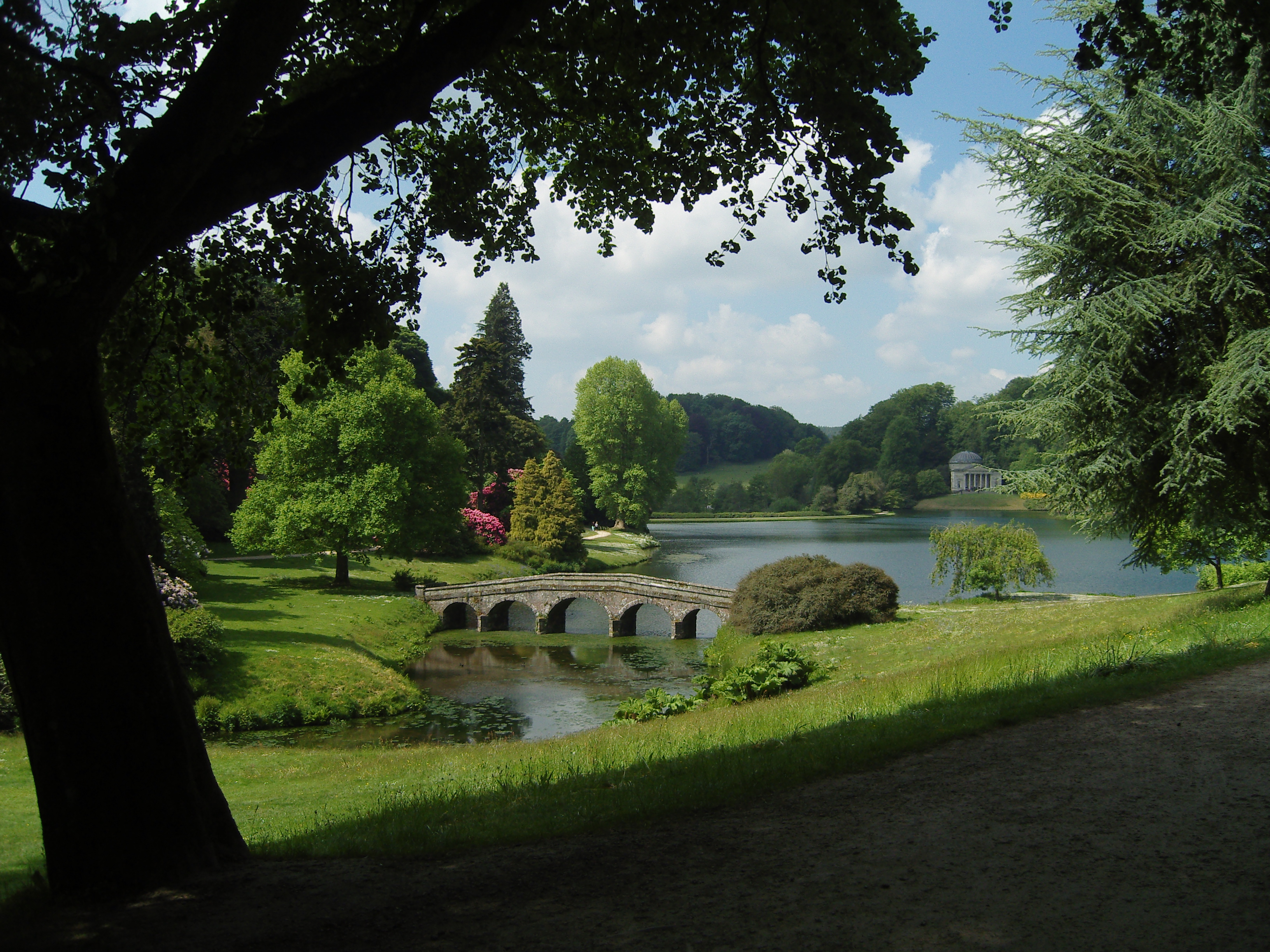
Английский ландшафтный парк в Стаурхед, описанный как «живое произведение искусства», когда он был впервые открыт в 1750-х годах.

Ландшафтное садоводство, одним из создателей которого был Капабилити Браун, задало международный тренд для парков. Садоводство и посещение парков считаются типично английскими занятиями. Английские мастера ландшафтного садоводства XVIII веков оказали большое влияние на форму общественных парков и садов, которые появились по всему миру в XIX веке.
Вдохновлённый пейзажистами XVII века, английский парк представлял собой идеализированный вид природы. В больших загородных домах английский парк обычно включал пруды, плавные изгибы пологих газонов на фоне рощ деревьев и воссозданные классические храмы, готические руины, мосты и другую живописную архитектуру, призванную воссоздать идиллический пасторальный пейзаж. Английский сад был сосредоточён вокруг загородного дома, величественных домов и парков. English Heritage и National Trust сохраняют большие сады и ландшафтные парки по всей стране, а Королевское садоводческое общество ежегодно проводит выставку цветов в Челси, которая считается крупнейшей садоводческой выставкой в мире.
После строительства первого в мире приморского пирса в Райде, пирсы стали модными на морских курортах Англии в викторианскую эпоху, достигнув пика в 1860-х годах, когда за десятилетие было построено 22 пирса. К 1914 году более 100 прогулочных пирсов, успевших стать символами типичного английского морского отдыха, располагались по всему побережью Великобритании. Национальное общество пирсов приводит цифру в 55 сохранившихся приморских пирсов в Англии.

## Искусство и дизайн

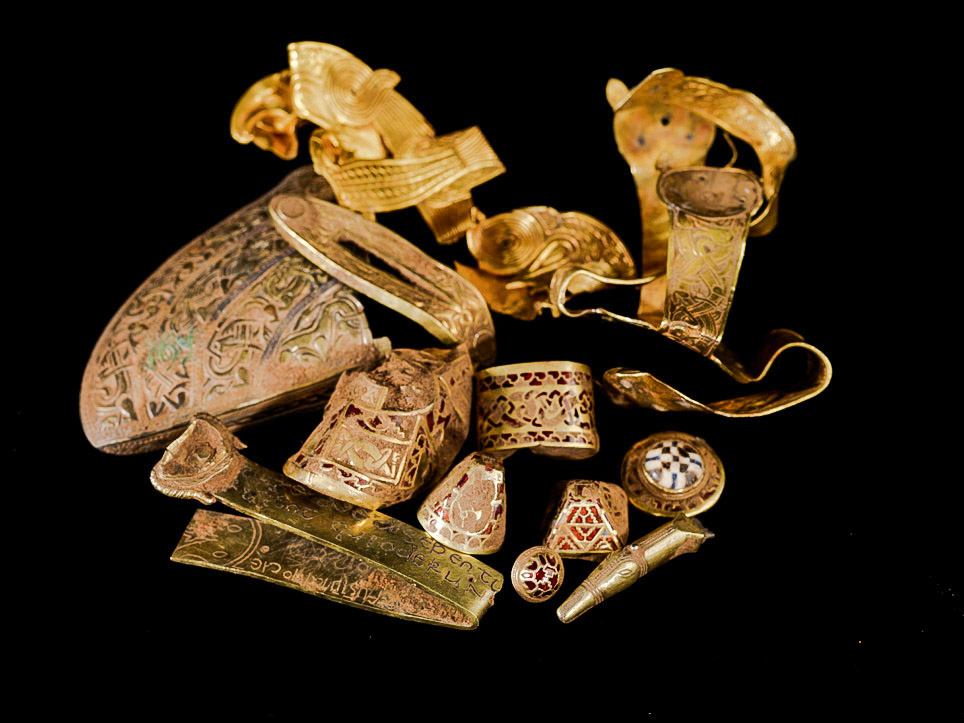
Стаффордширский клад — крупнейший из когда-либо найденных кладов англосаксонских золотых и серебряных изделий. Он состоит из почти 4600 предметов и металлических фрагментов.

В Англии находится самая ранняя и самая северная в Европе пещерная живопись ледникового периода. Раннее средневековое англосаксонское искусство увидело развитие отчётливо английского стиля. Двумя периодами выдающихся достижений были VII—VIII века, с изделиями из металла и ювелирными изделиями из Саттон-Ху и серией великолепных иллюминированных рукописей, и период после примерно 950 года, когда произошло возрождение англосаксонской культуры после окончания вторжений викингов.
Как и в большей части Европы того времени, изделия из металла были наиболее высоко ценимой формой искусства у англосаксов. Но англосаксы были известные не только ими. Английская вышивка высоко ценилась по всей Европе, известная как opus anglicanum («английская работа»). Возможно, самым известным произведением англосаксонского искусства является гобелен из Байё, который был вышит по заказу королевы Матильды, жены Вильгельма I Завоевателя, английскими вышивальщицами, работавшими в традиционном англосаксонском стиле. Англосаксонские мастера также работали с фресками, камнем, слоновой костью и китовым усом (особенно известен ларец Фрэнкса), изделиями из металла (например, брошь Фуллера), стеклом и эмалью. Средневековая английская живопись, в основном религиозная, имела сильную национальную традицию и ценилась по всей Европе.

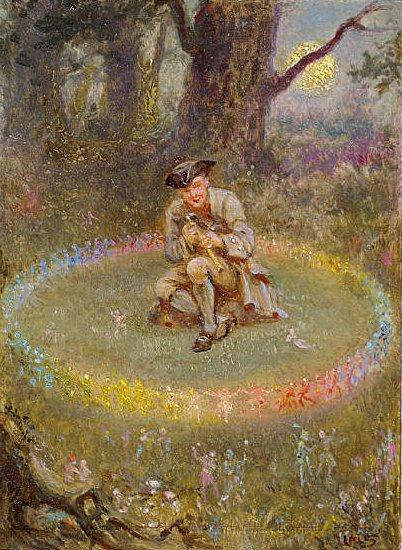
Кольцо фей Уильяма Холмса Салливана (ок. 1908 года).

Для искусства английского Ренессанса характерен сильный интерес к портретной живописи, не случайно портретная миниатюра в Англии была популярнее чем где-либо ещё. Английская скульптура эпохи Возрождения была в основном архитектурной и предназначалась для монументальных гробниц. В английском искусстве на протяжении большей части эпохи Возрождения доминировали иностранные художники, но в XVIII веке возрос интерес к собственным живописцам. Большим спросом пользовались такие мастера пейзажа как Уильям Тёрнер и Джон Констебл, а также портретисты, такие как Томас Гейнсборо и Джошуа Рейнольдс.
В XVIII веке акварельная живопись, в основном пейзажи, пользовалась большой популярностью в Англии, что породило оживлённый рынок для профессиональных работ и большое количество художников-любителей, многие из которых следовали популярным приёмам из книг Александра Козенса и других мастеров акварели. К началу XIX века среди английских художников с самой высокой репутацией преобладали пейзажисты, показывающие широкий спектр романтических интерпретаций английского пейзажа.
Уильям Хогарт, иллюстратор и автор сатирических гравюр, был пионером западного последовательного искусства, и политические иллюстрации в этом стиле часто называют «хогартовскими». После Хогарта в Англии конца XVIII века самым авторитетным мастером политических карикатур был Джеймс Гилрей, считающийся наряду с Хогартом одним из двух самых влиятельных карикатуристов и отцом политической карикатуры за его сатирические работы, героями которых были король Георг III, премьер-министры и генералы. В начале XIX века появилась Норвичская школа художников, первое художественное движение за пределами Лондона. Её видными представителями были «отец-основатель» Джон Кром (1768—1821), Джон Селл Котман (1782—1842), Джеймс Старк (1794—1859) и Джозеф Стэннард (1797—1830).

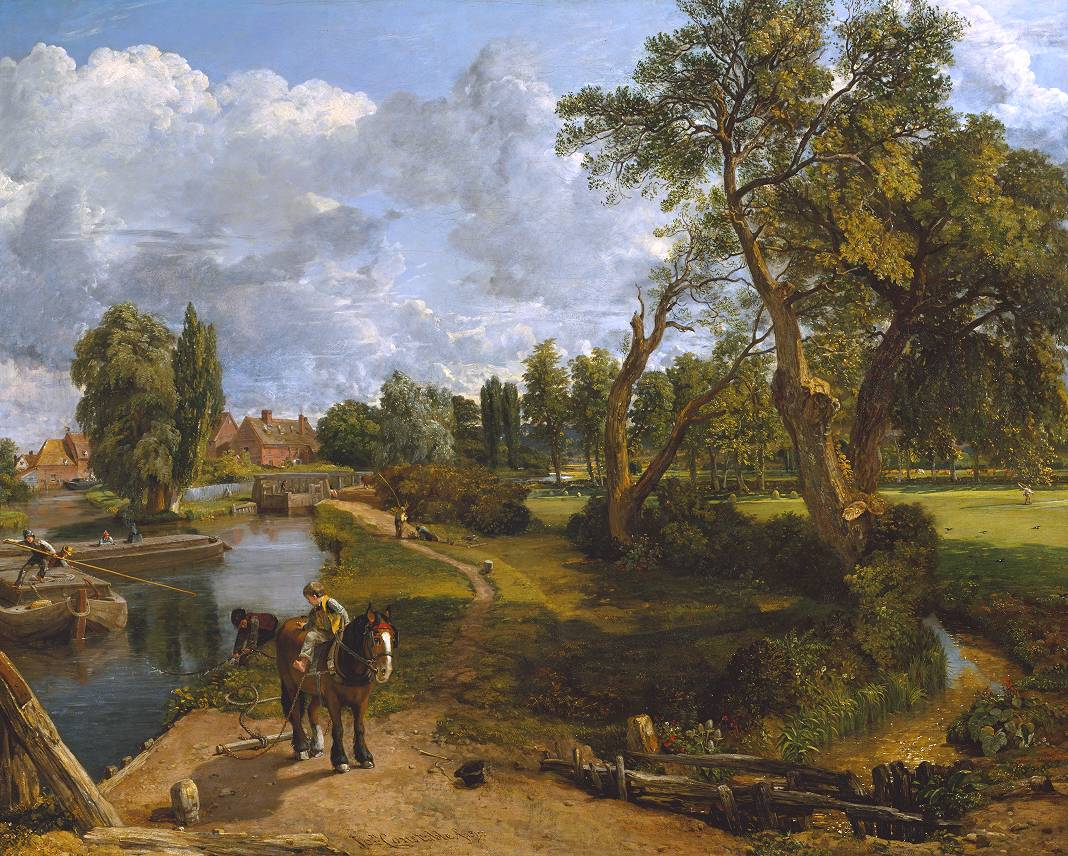
Флэтфордская мельница («Сцена на судоходной реке») Джона Констебла (ок. 1816).

В периоды барокко и рококо ведущими портретистами британской школы были английские художники Томас Гейнсборо и сэр Джошуа Рейнольдс, которые также специализировались на одежде своих моделей в привлекательной манере. «Голубой мальчик» Гейнсборо — один из самых известных и узнаваемых портретов всех времён, написанный очень длинными кистями и тонкой масляной краской для достижения мерцающего эффекта синего костюма. Гейнсборо также был известен сложными фоновыми установками для своих моделей.
Братство прерафаэлитов добилось значительного влияния после своего основания в 1848 году с картинами, которые были сосредоточены на религиозных, литературных и жанровых сюжетах, выполненных в красочном и мельчайших деталях. Среди его художников были Джон Эверетт Милле, Данте Габриэль Россетти и впоследствии Эдвард Берн-Джонс. Также с ним был связан дизайнер Уильям Моррис, чьи усилия сделать красивые предметы доступными для всех привели к тому, что его дизайн обоев и плитки в некоторой степени определил викторианскую эстетику и положил начало движению «Искусства и ремёсла».
В 1754 году английский изобретатель и художник Уильям Шипли основал Общество поощрения искусств, мануфактур и торговли с целью «поощрять предпринимательство, расширять науку, совершенствовать искусство, совершенствовать наших производителей и расширять нашу торговлю». В 1847 году общество получило Королевскую хартию, а в 1908 году — право называться Королевским решением Эдуарда VII.
В 1768 году в Лондоне личным актом короля Георга III была основана Королевская академия художеств с миссией «создать школу или Академию рисования для использования студентами искусств» с ежегодной выставкой.
Основные школы искусств в Англии включают: Лондонский университет искусств с шестью школами, среди которых Центральный колледж искусства и дизайна имени Святого Мартина; Школа изящных искусств Слейда (часть Лондонского университетского колледжа); Королевский колледж искусств; Школа искусств имени Раскина (часть Оксфордского университета). Институт искусства Курто является ведущим центром преподавания истории искусств. Среди художественных галерей в Англии выделяются Национальная галерея, Национальную портретную галерею, Британская галерея Тейт и Современная галерея Тейт (самая посещаемая в мире галерея современного искусства).

## Наследие и туризм

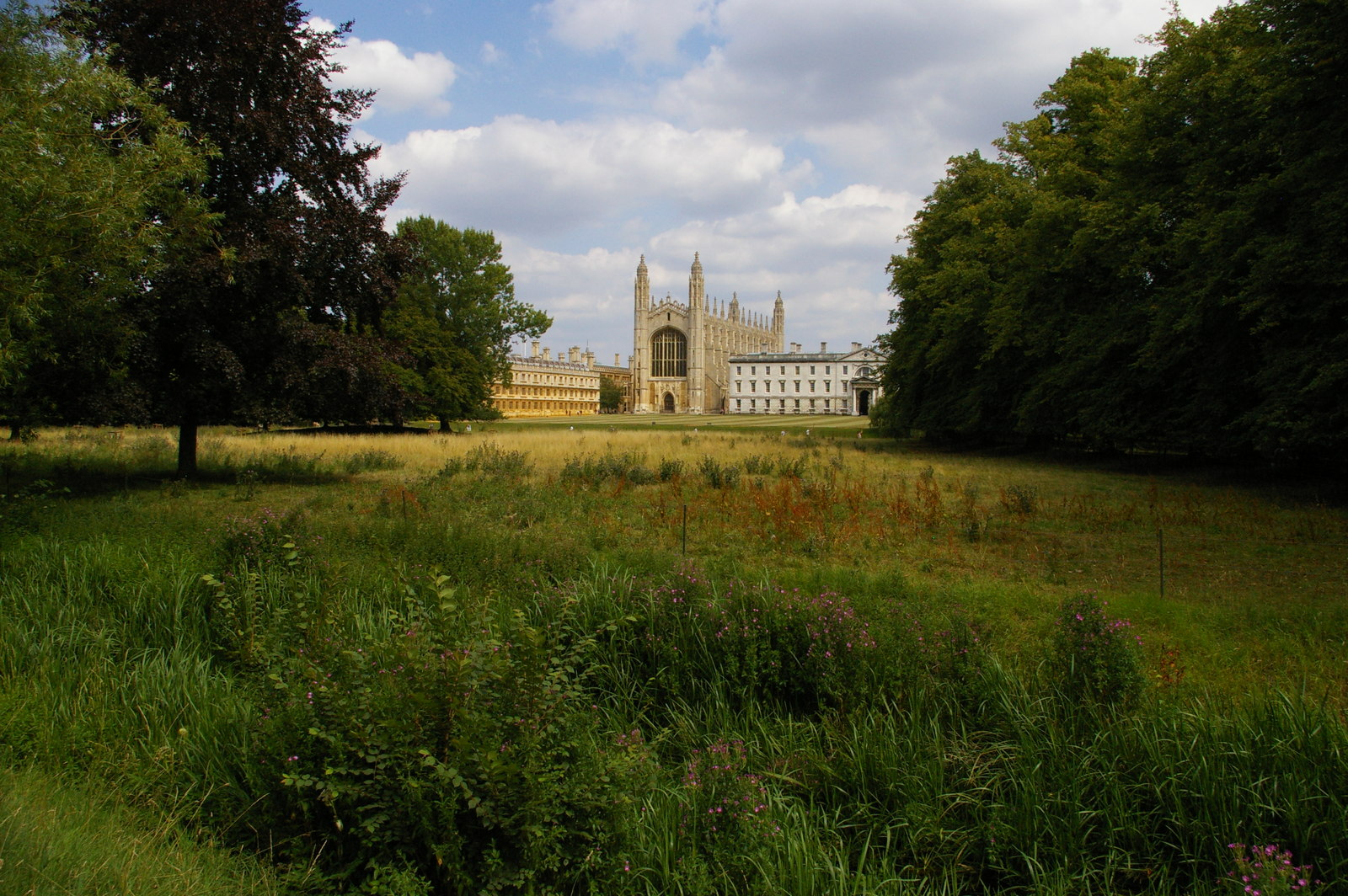
Королевский колледж Кембриджа считается одним из величайших образцов поздней английской готической архитектуры. Он имеет самый большой в мире веерный свод, а витражи часовни и деревянная алтарная ширма считаются одними из лучших образцов искусства своей эпохи.

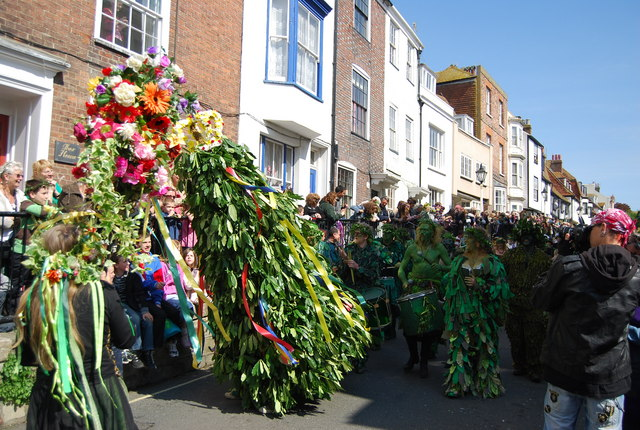
Зелёный человек или Джек-в-Зелени, традиционный английский народный обычай, который отмечается в Старом городе Гастингса, известном своими многочисленными довикторианскими зданиями.

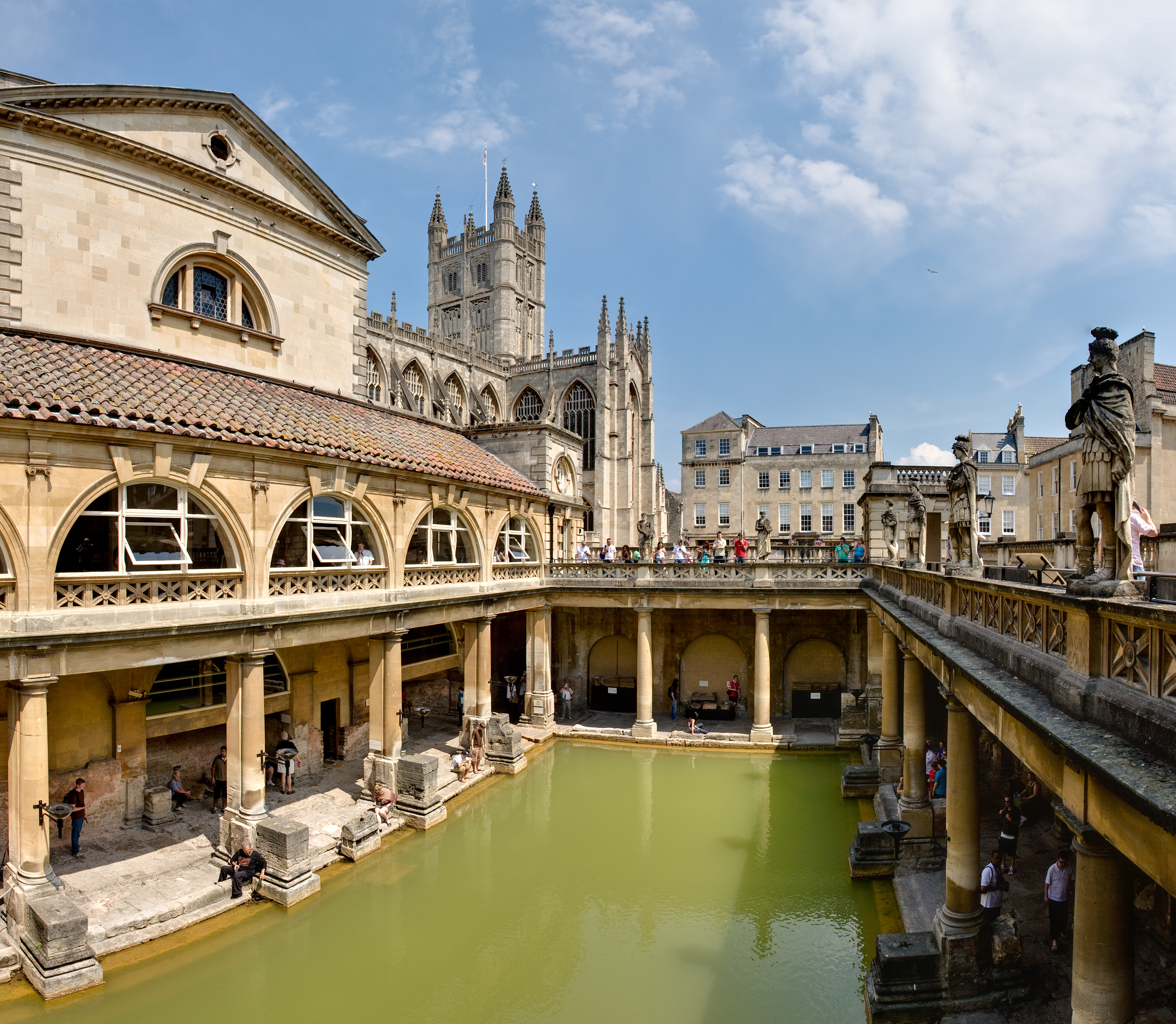
Римские термы в Бате были построены между 60-е—70-е годами н. э. в первые десятилетий Римской Британии.

Ряд зонтичных организаций в Англии, включая English Heritage и National Trust, занимаются сохранением природного и культурного наследия и обеспечением открытого доступа к нему. Членство в них, даже на временной основе, даёт приоритетный свободный доступ к их объектам.
English Heritage — это правительственный орган с широкими полномочиями по управлению историческими местами, артефактами и окружающей средой Англии. В настоящее время его курирует Департамент культуры, СМИ и спорта. English Heritage управляет более чем 400 значимыми зданиями и памятниками в Англии. Они также ведут реестр зданий, которые считаются наиболее важными для исторического и культурного наследия страны.
Historic England — это правительственный орган, также курируемый Департаментом культуры, СМИ и спорта. Ему поручено защищать историческую среду Англии путём сохранения и составления перечня исторических зданий, планирования древних памятников, регистрации исторических парков и садов, а также консультирования центральных и местных органов власти. Национальный фонд объектов исторического интереса либо природной красоты (Национальный фонд) — это некоммерческая организация, которая является одним из крупнейших землевладельцев в Соединённом Королевстве, владея почти 250 000 гектаров земли и 780 милями побережья. Фонд поддерживает более 500 исторических домов, замков, археологических и промышленных памятников, садов, парков и заповедников.
Большинство из британских объектов Всемирного наследия ЮНЕСКО находится в Англии, среди них Адрианов вал, Стоунхендж, Эйвбери и связанные с ними объекты, Тауэр, Юрское побережье, Вестминстер, Римские термы в Бате, Солтейр, ущелье Айронбридж и Королевский парк Стадли. Самая северная точка Римской империи, Вал Адриана, является крупнейшим в мире римским артефактом, дошедшим до наших дней: он тянется в общей сложности на 73 мили в северной Англии.
Синяя табличка, специальный знак, установленный в общественном месте, чтобы отметить связь между данным местом и связанным с ним известным человеком или событием, является старейшей исторической маркерной схемой в мире. Она была придумана и запущена в 1860-е годы, а с 1986 года находится в ведении English Heritage.
Туризм играет значительную роль в экономической жизни Англии. В 2018 году Соединённое Королевство в целом было 10-й по посещаемости страной в мире С 2009 года действует национальное туристическое агентство Англии — VisitEngland. Заявленная миссия VisitEngland — повышение престижа Великобритании, увеличение объёма и стоимости экспорта туризма и развитие экономики Англии. В 2020 году путеводитель Lonely Planet оценил Англию как вторую лучшую страну для посещения в этом году после Бутана.
Парламентский заместитель министра по делам искусств и наследия является министром, отвечающим за туризм в Англии, включая музеи, художественные галереи, публичные библиотеки и Национальный архив.

## Литература

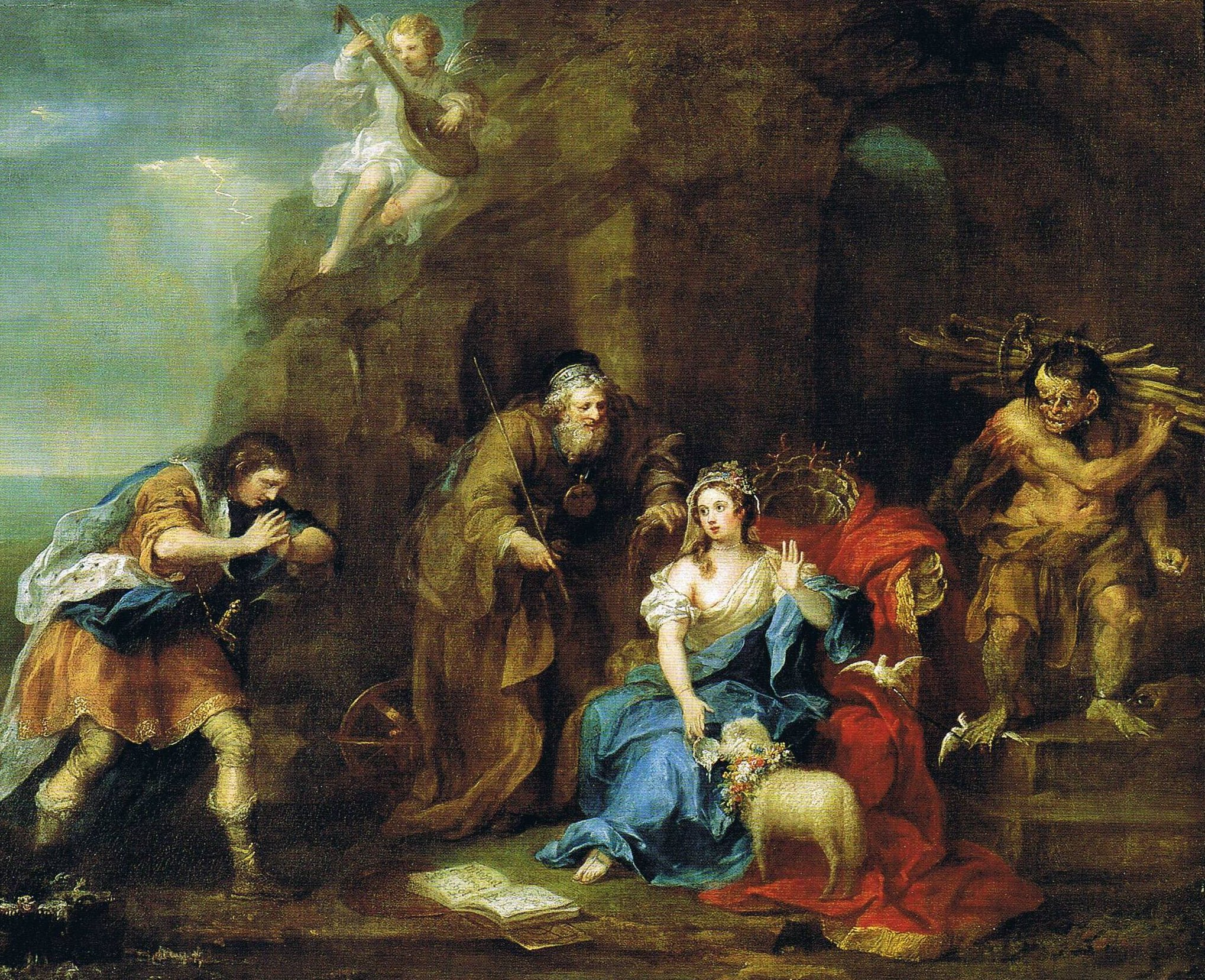
Картина Уильяма Хогарта, изображающая сцену из шекспировской «Бури», является примером того, как английская литература влияла на английскую живопись в XVIII веке.

## Музыка

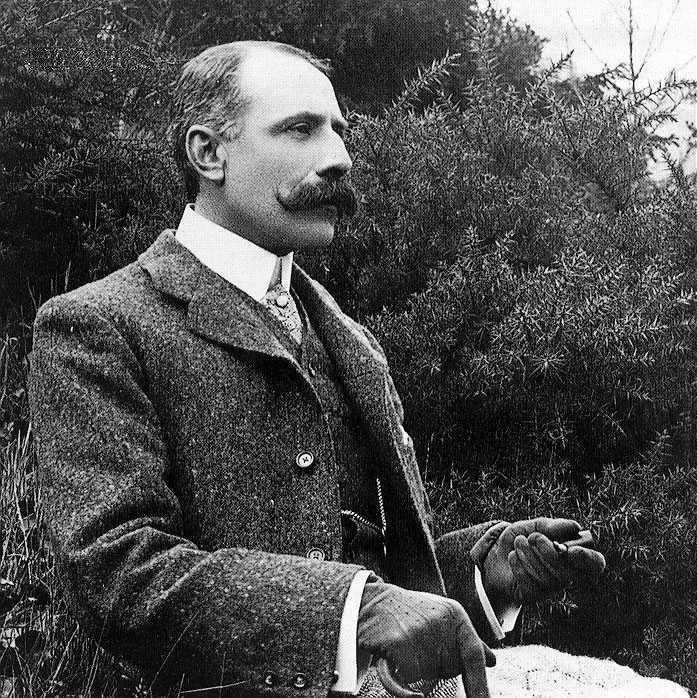
Эдуард Элгар один из самых известных английских композиторов романтического направления.

Англия имеет долгую и богатую музыкальную историю. Традиционная английская народная музыка насчитывает столетия и внесла заметный вклад в несколько жанров; в основном морские шанти, джигу, хорнпайп и танцевальную музыку. У неё есть свои собственные отличительные вариации и региональные особенности. Баллады про Робина Гуда, опубликованные Винкеном де Вардом в XVI веке, являются важным артефактом, как и сборники «Английский учитель танцев» Джона Плейфорда и «Роксбургские баллады» Роберта Харли.
Мировую известность получили английские песни, такие как «Зелёные рукава», «Досуг в хорошем обществе», «Мэгги Мей», «Испанские леди» и другие, а также традиционные английские рождественские гимны, такие как «Мы желаем вам весёлого Рождества», «Первый Ноэль» и «Я видел три корабля». Многие популярные во всём мире детские стихи имеют английское происхождение, такие как «Мэри, Мэри, всё не как у людей», «Розы красные», «Лондонский мост падает» и «Шалтай-Болтай».
Англия, как и большинство европейских стран, пережила возрождение корней во второй половине XX века. Английская музыка была инструментальной и ведущей частью этого явления, пик которого пришёлся на конец 1960-х и начало 1970-х годов. Английский музыкальный ренессанс в конце XIX и начале XX веков был, предположительно, следствием того что английские композиторы, часто преподававшие или обучавшиеся в Королевском музыкальном колледже, освободились от иностранных музыкальных влияний и начали писать на отчётливо национальном языке.
Англиканская хоровая традиция, в рамках которой творили такие композиторы XVI века как Томас Таллис, Джон Тавернер и Уильям Бёрд, затмевала инструментальную композицию. Генри Пёрселл, крупнейший представитель раннего английского барокко, внёс значительный вклад в развитие английской музыки и, особенно, оперы, оказав влияние на композиторов английского музыкального ренессанса начала XX столетия и английской поп-культуры второй половины XX века. Классическая музыка привлекала большое внимание с 1784 года после появления Бирмингемской музыкальной триеннале, который был самым продолжительным фестивалем классической музыки. Немецкий композитор Георг Фридрих Гендель нашёл в Англии покровителей из королевской семьи и восторженную общественную поддержку. Большую часть своей композиторской карьеры он провёл в Лондоне и стал национальной иконой, создав некоторые из самых известных произведений английской классической музыки, такие как оратория «Мессия», сюиты «Музыка на воде» и «Музыка для королевского фейерверка». Один из четырёх коронационных гимнов Генделя, «Садок-Священник» (1727), написанный для коронации Георга II, исполнялся на каждой последующей британской коронации, традиционно во время помазания суверена. Королевская академия музыки в Лондоне, основанная в 1822 году, является старейшим музыкальным учебным заведением Великобритании. Среди выпускников академии такие известные дирижёры и композиторы как сэр Саймон Рэттл, сэр Харрисон Бёртуистл, сэр Элтон Джон и Энни Леннокс.

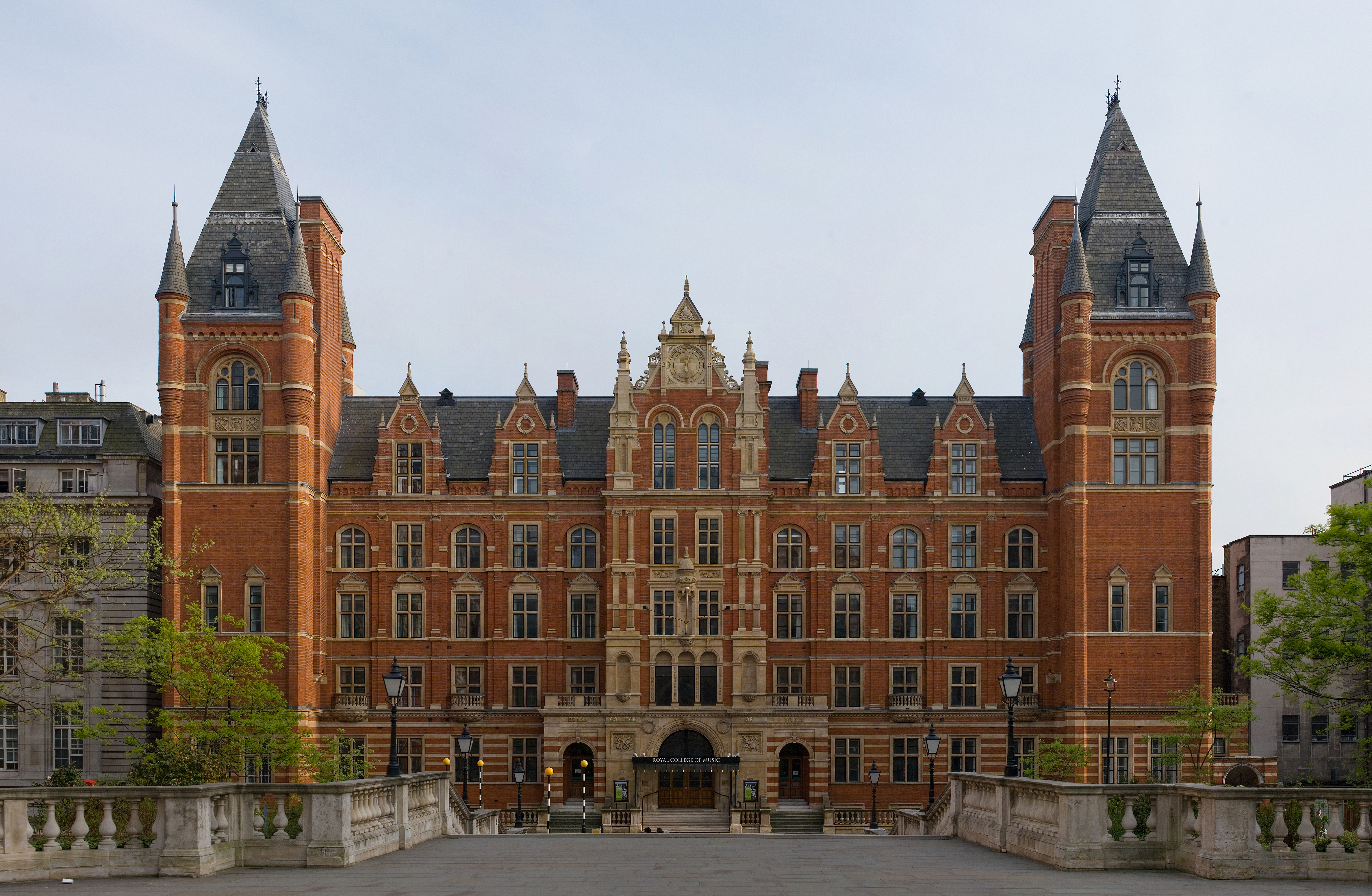
Королевский колледж музыки, основанный в 1883 году Принцем Уэльским, входит в число лучших консерваторий мира.

Появление в XIX веке таких композиторов, как сэр Эдвард Элгар и сэр Артур Салливан, продемонстрировало новую жизненную силу в английской музыке. В XX веке всемирное признание как оперные композиторы получили Бенджамин Бриттен и Майкл Типпетт, а Ральф Воан-Уильямс и другие собирали английские народные мелодии и адаптировали их для концертного исполнения. Сесил Шарп в начале XX века сыграл ведущую роль в возрождении английского фолка. Крупнейший британский фестиваль классической музыки Променадные концерты BBC, ежегодный летний сезон ежедневных концертов классической музыки, проводится с 1895 года, став значительным событием в английской музыкальной жизни, а «Последний вечер „променадных“ концертов», которым закрывается сезон, транслируется по телевидению на весь мир.
В 1950-х годах в США зародилось новое направление популярной музыки — рок-н-ролл, быстро завоевавшее признание во всём мире, в том числе, и в Англии. В начале 1960-х в Англии появляется британский бит, главными центрами которого были Лондон и Ливерпуль. Уже в середине 1960-х британская рок-музыка начала доминировать как в национальных, так и в международных (в основном американских) чартах. The Beatles стали самыми популярными музыкантами своего времени, а дуэт композиторов Джона Леннона и Пола Маккартни популяризировали концепцию самодостаточного музыкального акта. До The Beatles очень немногие популярные певцы сочиняли мелодии, которые они исполняли. «Ливерпульская четвёрка» проложила дорогу для других исполнителей из Англии, таких как The Rolling Stones, Led Zeppelin, Pink Floyd, Cream, The Kinks, The Who, Эрик Клэптон, Дэвид Боуи, Queen, Элтон Джон, The Hollies, Black Sabbath, Deep Purple, Genesis, Dire Straits, Iron Maiden, The Police. Многие субкультуры и жанры современной поп-музыки, в том числе, электронной, берут своё начало в Англии (или тесно связаны с ней), например, прогрессивный рок, хард-рок, моды, глэм-рок, хэви-метал, брит-поп, инди-рок, готик-рок, шугейз, эйсид-хаус, гэридж, трип-хоп, драм-н-бейс и дабстеп. Sex Pistols и The Clash были пионерами панк-рока.

## Кинематограф

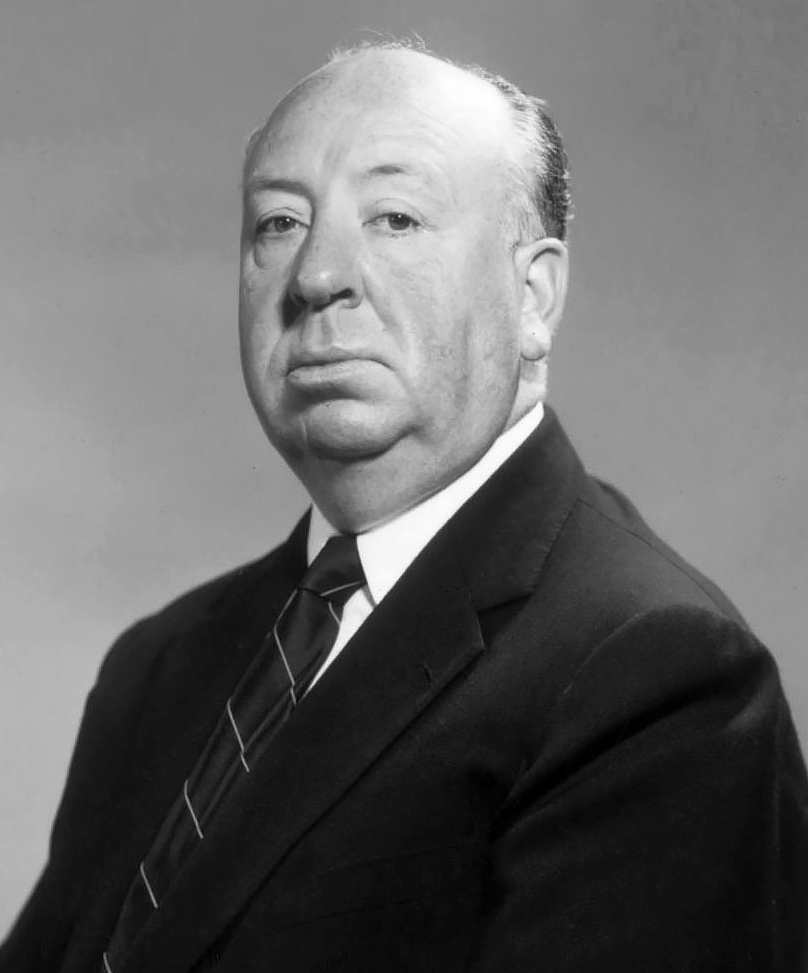
Альфред Хичкок, величайший английский кинорежиссёр, «простой англичанин среднего класса, который просто оказался гением искусства»..

Англия оказала значительное влияние на историю кино, дав миру целый ряд величайших актёров, режиссёров и кинофильмов, включая Альфреда Хичкока, Чарли Чаплина, Дэвида Лина, Лоуренса Оливье, Вивьен Ли, Джона Гилгуда, Питера Селлерса, Джули Эндрюс, Майкла Кейна, Гэри Олдмена, Хелен Миррен, Кейт Уинслет и Дэниела Дэй-Льюиса. Хичкок и Лин входят в число лучших режиссёров всех времён по мнению критиков. Первый триллер Хичкока, «Жилец: История лондонского тумана» (1927), помог сформировать жанр «триллера в кино, а его фильм 1929 года Шантаж» часто считают первым британским звуковым художественным фильмом.
Крупнейшие киностудии в Англии: Pinewood, Elstree и Shepperton. Целый ряд самых коммерчески успешных фильмов всех времён были сняты в Англии, включая две из самых кассовых кинофраншиз (Гарри Поттер и Джеймс Бонд). Ealing Studios в Лондоне претендует на звание старейшей непрерывно работающей киностудии в мире. Известный записью множества саундтреков к кинофильмам, Лондонский симфонический оркестр впервые исполнил музыку к фильмам в 1935 году.

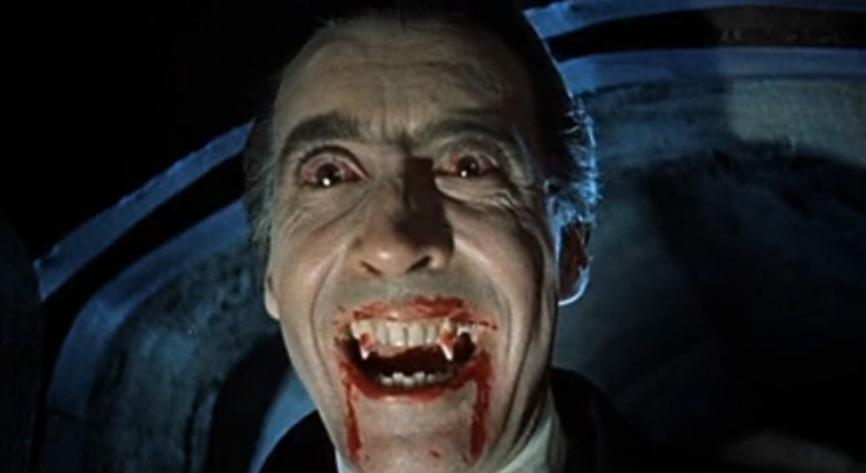
Кристофер Ли (на снимке в роли Дракулы 1958 года) снялся во многих британских фильмах ужасов студии Hammer.

В список 100 лучших британских фильмов по версии Британского института кино (BFI) входит «Житие Брайана по Монти Пайтону» (1979), фильм, который британская публика регулярно признает самым смешным фильмом всех времён. Английские продюсеры также активно участвуют в международном совместном производстве, а английские актёры, режиссёры и съёмочные группы регулярно заняты в голливудских фильмах. Ридли Скотт был среди группы английских режиссёров, включая Тони Скотта, Алана Паркера, Хью Хадсона и Эдриана Лайна, которые в 1970-х годах начали свою карьеру в кино снимая телевизионную рекламу в Англии. В 2011 году Британский совет по кинематографии признал Дэвида Йейтса, Кристофера Нолана, Майка Ньюэлла, Ридли Скотта и Пола Гринграсса как пять самых коммерчески успешных английских режиссёров с 2001 года. Известный своей работой по захвату движения, Энди Серкис открыл в 2011 году в Лондоне The Imaginarium Studios. Компания визуальных эффектов Framestore в Лондоне создала некоторые из самых признанных критиками спецэффектов в современном кино. Многие успешные голливудские фильмы были основаны на английских историях или событиях, например, «Английский цикл» анимационных фильмов Диснея включает «Алису в стране чудес», «Книгу джунглей», «Робин Гуда» и «Винни-Пуха».

## Театр
В начале XVI века многие пьесы были основаны на религиозных темах и назывались моральные пьесы, другие, называемые «чудо-пьесами», показывали сцены из Библии. Как отдельная драматическая форма моральные пьесы появились около 1400 года и процветали в в Англии. Персонажи часто использовались для представления различных этических идеалов. Например, Обыватель символизировал Добрые Дела, Знание и Силу, и эта характеристикаи усиливала конфликт между добром и злом для зрителей. «Замок Постоянства (ок. 1400—1425) изображал развитие архетипической фигуры от рождения до смерти. »Хорест« (ок. 1567), поздняя „гибридная моралите“ и один из самых ранних примеров английской пьесы о мести, объединяет классическую историю Ореста с Пороком из средневековой аллегорической традиции, чередуя комические, фарсовые сцены с серьёзными, трагическими. Также важными в этот период были народные драмы ряженых, исполняемые во время рождественского сезона. Придворные маски были особенно популярны во время правления Генриха VIII.
Темы пьес изменились во время правления Елизаветы и английские драматурги начали писать комедии и трагедии, так моралите перерождаются в комедию нравов, первой из которых принято считать пьесу Шекспира „Много шума из ничего“, а особо значительное развитие жанр получил в период Реставрации Стюартов (1660—1688). К концу её правления такие драматурги, как Марло, Джонсон и Шекспир, писали пьесы, которыми они сейчас знамениты.
Первоначально, пьесы показывали в основном во дворах гостиниц, но с ростом популярности театральных представлений строились театры. Первый постоянный английский театр, „Красный лев“, открылся в 1567 году. Первые успешные театры, такие как Театр Джеймса Бёрбеджа, открылись в 1576 году. Создание больших и прибыльных публичных театров было существенным фактором успеха английской ренессансной драмы.
Археологические раскопки на фундаментах театров „Роза“ и „Глобус“ в конце XX века показали, что все лондонские театры имели индивидуальные различия, но их общая функция требовала схожего общего плана. Публичные театры были трёхэтажными и строились вокруг открытого пространства в центре. Обычно многоугольные в плане, чтобы придать общий округлый эффект, хотя „Красный бык“ и первая „Фортуна“ были квадратными. Три уровня обращённых внутрь галерей выходили на открытый центр, в котором размещалась сцена: по сути, платформа, окружённая с трех сторон зрителями. Задняя сторона служила для входов и выходов актёров и сидений для музыкантов. Верхний уровень за сценой мог использоваться как балкон, как в „Ромео и Джульетте“ и „Антонии и Клеопатре“, или как место, с которого актёр мог обращаться к толпе, как в „Юлии Цезаре“.

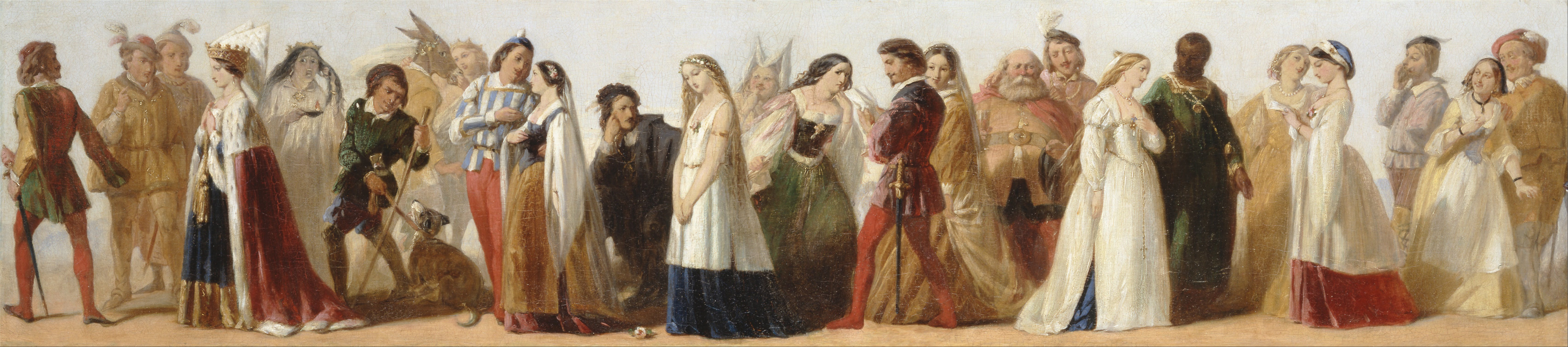
Шествие персонажей из пьес Шекспира

Растущее население Англии, растущее богатство её людей и их любовь к зрелищам породили драматическую литературу замечательного разнообразия, качества и масштаба. Жанры того периода включали исторические пьесы, которые изображала английскую или европейскую историю. Пьесы Шекспира о жизни королей, такие как „Ричард III“ и „Генрих V“, относятся к этой категории, как и „Эдуард II Кристофера Марло и “Знаменитая хроника короля Эдуарда I„ Джорджа Пила. Исторические пьесы касались и более недавних событий, например, A Larum for London о разграблении испанцами Антверпена в 1576 году. Трагедия также была очень популярным жанром. Исключительным успехом пользовались трагедии Марло, такие как “Доктор Фауст» и «Мальтийский еврей». Зрителям особенно нравились драмы мести, такие как «Испанская трагедия» Томаса Кида. Четыре трагедии, которые считаются величайшими трагедиями Шекспира («Гамлет», «Отелло», «Король Лир» и «Макбет»), были написаны в этот период.
Широкое распространение получили комедии. В этот период развился поджанр, известный как городская комедия, который сатирически изображал жизнь в Лондоне по образцу античной новой комедии. Примерами являются «Праздник башмачника» Томаса Деккера и «Честная девушка из Чипсайда» Томаса Мидлтона. Старые жанры, хотя и маргинализированные, такие как пастораль («Преданная пастушка», 1608) и даже моралите («Четыре пьесы в одной», ок. 1608—1613) также нашли своё место на сцене. Примерно после 1610 года новый гибридный поджанр трагикомедии пережил расцвет, как и маска на протяжении правления первых двух королей Стюартов, Якова I и Карла I.
Английская революция привела к власти пуритан, которые запретили театр, но после Реставрации Стюартов привела кповторному открытию театров в 1660 году, что ознаменовало возрождение английской драмы. Английские комедии, написанные и поставленные в период Реставрации с 1660 по 1710 год, в совокупности называются комедией Реставрации. Комедия Реставрации печально известна своей сексуальной откровенностью, качеством, поощряемым лично Карлом II (1660–1685) и распутным аристократическим этосом его королевского двора. Впервые женщинам разрешили играть, что положило конец практике, когда мальчики-актёры брали на себя роли женщин. Социально разнообразная аудитория включала как аристократов, их слуг и прихлебателей, так и значительную часть среднего класса. Драматурги того времени свободно воровали как из греческих и римских классических комедий, так и из английских пьес эпохи Якова I и Каролины, комбинируя различные сюжетные линии авантюрным образом.
Зрители эпохи Реставрации любили видеть торжество добра в трагедиях и восстановление законного правительства. В комедии им нравилось видеть любовную жизнь молодых и модных людей, где центральная пара доводила свои ухаживания до успешного завершения (часто преодолевая сопротивление старших). Героини должны были быть целомудренными, но независимыми и откровенными; теперь, когда их играли женщины, у драматурга было больше возможностей переодеть их в мужскую одежду или дать им возможность избежать изнасилования. Этих зрителей комедии привлекали актуальными сюжетами, появлением первых профессиональных актрис и первых театральных звёзд. В этот период появилась первая профессиональная женщина-драматург, Афра Бен. В середине 1690-х годов наступил кратковременный второй ренессанс комедии Реставрации, ориентированный на более широкую аудиторию.
Несентиментальные или «жёсткие» комедии Джона Драйдена, Уильяма Уичерли и Джорджа Этереджа отражали атмосферу при дворе и откровенно воспевали аристократический мачо-образ жизни с непрекращающимися сексуальными интригами и завоеваниями. Граф Рочестер, реальный повеса эпохи Реставрации, придворный и поэт, лестно изображен в «Человеке моды» Этереджа (1676) как буйный, остроумный, интеллектуальный и сексуально неотразимый аристократ, образец для представления потомков о гламурном повесе эпохи Реставрации (на самом деле никогда не являвшийся очень распространённым персонажем в комедии той эпохи). Единственная пьеса, которая больше всего подтверждает обвинение в непристойности, выдвинутое тогда и сейчас против комедии Реставрации, вероятно, шедевр Уичерли «Деревенская жена» (1675), название которого содержит непристойный каламбур, а пресловутая «китайская сцена» представляет собой ряд устойчивых двусмысленностей.
Во время второй волны комедии Реставрации в 1690-х годах «более мягкие» комедии Уильяма Конгрива и Джона Ванбру были направлены на более разнообразную в социальном отношении аудиторию с сильным элементом среднего класса, а также на зрительниц. Комический фокус смещается с молодых любовников, перехитривших старшее поколение, на превратности супружеских отношений. В пьесах Конгрива «Любовь за любовь» (1695) и «Так поступают в свете» (1700) сцены обмена мнениями, в которых пары проверяют своё влечение друг к другу, трансформировались в остроумные предсвадебные дебаты накануне брака, как в сцене «Proviso» последней. «Оскорблённая жена» Ванбру (1697) отличается легким прикосновением и более узнаваемыми по-человечески персонажами, в то время как «Неисправимый, или Добродетель в опасности» (1696) восхищался остроумием и характеристикой лорда Фоппингтона, экстравагантного и напыщенного бурлескного щёголя с тёмной стороной.
В качестве реакции на упадок нравов эпохи Карла II возросла популярность сентиментальной комедии. Этот жанр был сосредоточен на поощрении добродетельного поведения, показывая персонажей среднего класса, преодолевающих ряд моральных испытаний. Такие драматурги, как Колли Сиббер и Ричард Стил, считали, что люди изначально добры, но их можно сбить с пути. С помощью таких пьес, как «Сознательные любовники» и «Последняя смена любви», они стремились апеллировать к благородным чувствам аудитории, чтобы зрители могли измениться.
В конце XVII века сформировался новый тип театральной постановки, спектакль Реставрации, увлекавший публику действием, музыкой, танцами, подвижными декорациями, барочной иллюзионной живописью, великолепными костюмами и спецэффектами, такими как трюки с люками, «летающие» актёры и фейерверки. Хотя они были популярны у аудитории, спектакли заслужили у историков театра репутацию вульгарных в отличие от остроумной драмы Реставрации.
Сегодня в легендарном лондонском Вест-Энде действует множество театров. В течение многих лет в Вест-Энде доминировал Эндрю Ллойд Уэббер; его мюзиклы также покорили Бродвей и были экранизированы. Престижная Королевская шекспировская компания работает в родном городе Шекспира Стратфорде-на-Эйвоне и ставит в основном, но не исключительно, его произведения. Важными современными драматургами являются Алан Эйкборн, Джон Осборн, Гарольд Пинтер, Том Стоппард и Арнольд Вескер.